# Hervé Beroud
Hervé Beroud, né le 10 janvier 1964 à Roanne est un journaliste de radio. Il a été  le directeur général délégué d'Altice Média, chargé de l'information et du sport de 2019 à 2024. Il rejoint cette même année le groupe M6-RTL.

## Biographie

### Famille et formation
Hervé Beroud est né le 10 janvier 1964 à Roanne du mariage de Max Beroud, chef d'entreprise, et de Suzanne Brun, employée de banque.
Après des études secondaires à l'Institution des Chartreux de Lyon, il poursuit des études supérieures à l'université de Lyon-III où il obtient une licence en droit puis à Paris où il est diplômé du Centre de formation des journalistes en 1986,,.

### Carrière professionnelle
Hervé Beroud  commence sa carrière sur la radio locale, Radio Val de Reins, en 1982. En 1986, il intègre RTL au service des sports dirigé par Guy Kédia. 
De 1995 à 2002, il y présente la tranche d'information matinale puis celle du soir de 2002 à 2006.
En mars 2006, il est nommé directeur de la rédaction de RTL,.
En septembre 2010, il quitte le monde de la radio pour celui de la télévision, il est nommé directeur de la rédaction de la chaîne d'information en continu BFM TV où il remplace Patrick Roger, puis directeur de l’information, puis en octobre 2013 directeur de la rédaction du groupe NextRadioTV (BFMTV et RMC),. Durant l’été 2016, Hervé Beroud est nommé directeur général et de l’information de  BFM TV. En 2019, il est nommé directeur général délégué d'Altice Média, chargé de l’information et du sport du pôle audiovisuel.